# Ветрилоопашкови
Ветрилоопашкови (Rhipiduridae) са семейство дребни птици от разред Врабчоподобни (Passeriformes).
То включва около 50 вида в 3 рода, разпространени в Южна и Югоизточна Азия и Австралазия. Хранят се главно с насекоми.

## Родове
Семейство Rhipiduridae – Ветрилоопашкови
- Chaetorhynchus
- Lamprolia
- Rhipidura – Ветрилоопашки